# Karnataka
Il Karnataka (in kannaḍa ಕನಾ೯ಟಕ, Karnāṭaka, [kəɾᵊˈnaːʈəkɐː]) è uno Stato federato dell'India sud-occidentale.

## Geografia fisica
Il Karnataka confina a nord-ovest con il Maharashtra, ad est con l'Andhra Pradesh e Telangana, a sud-est con il Tamil Nadu, a sud-ovest con il Kerala. Ad ovest confina con lo stato di Goa e si affaccia sul mar Arabico.
Il Karnataka in prossimità della costa è pianeggiante. A est di questa pianura costiera si elevano i Ghati occidentali che raggiungono nello Stato altezze superiori ai 1900 metri. Oltre i Ghati occidentali si estende l'altopiano del Deccan, che copre la maggior parte del territorio del Karnataka. Il nord-est dello Stato è drenato dal fiume Krishna e dai suoi affluenti. Tra essi i principali sono il Bhima e il Thungabhadra.
Quest'ultimo forma un grande lago artificiale in corrispondenza della diga di Hospet. Tutti questi fiumi scendano dai Ghati e defluiscono verso il golfo del Bengala a est. Nel sud-est il fiume principale è il Cauvery (Kaveri) che nel suo corso verso il golfo del Bengala forma spettacolari cascate. I fiumi che scendono verso il mar Arabico hanno un corso molto più breve. Tra essi è da ricordare il Sharavathi che forma le cascate del Jog di 298 metri di altezza.

### Città principali

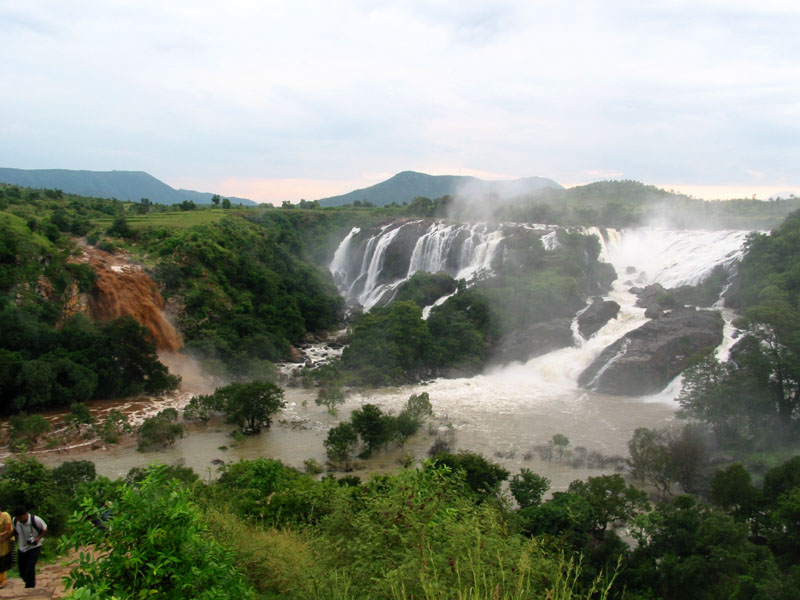
Le cascate del fiume Kaveri a Shivanasamudra nel sud dello Stato.

La capitale dello Stato e la metropoli più grande è Bangalore posta nell'estremo sud-est. A sud è situata inoltre Mysore e sulla costa la città portuale di Mangalore. Altro grosso agglomerato urbano è quello delle città di Hubli-Dharwad nel centro-nord.
(Fonte: Censimento 2001)
| Città                            | Popolazione |
| -------------------------------- | ----------- |
| Bangalore (Bengaluru)            | 4.292.223   |
| Hubli-Dharwad (Hubballi-Dharwad) | 786.018     |
| Mysore (Mysuru)                  | 742.261     |
| Gulbarga (Kalburgi)              | 427.929     |
| Belgaum (Belagavi)               | 399.600     |
| Mangalore (Mangaluru)            | 398.745     |
| Davanagere                       | 363.780     |
| Bellary                          | 317.000     |
| Shimoga (Shivamogga)             | 274.105     |
| Dasarahalli                      | 263.636     |
| Tumkur (Tumakuru)                | 248.592     |
| Bijapur                          | 245.946     |
| Raichur                          | 205.634     |
| Bommanahalli                     | 201.220     |
| Krishnarajapura                  | 187.453     |
| Byatarayanapura                  | 180.931     |

## Storia
Lo stato è nato nel 1956 in attuazione dello States Reorganisation Act (lett. "Atto di riorganizzazione degli stati") con il nome di Mysore. Lo stato è nato con il proposito di raggruppare in un unico stato la popolazione di madrelingua kannada. Fu così che furono uniti allo stato di Mysore e quello di Coorg (già esistenti) territori provenienti dallo stato di Bombay, dall'Hyderabad e dallo stato di Madras. Lo stato di Mysore era a sua volta nato con l'indipendenza dell'India nel 1947, quando il regno di Mysore si unì all'Unione Indiana divenendone uno stato e il suo maharaja un governatore. Lo stato di Mysore ha cambiato il nome nel 1973 in quello attuale di Karnataka.

## Società

### Lingue e dialetti
Il kannada è la lingua ufficiale dello Stato federato, parlata da circa i due terzi degli abitanti. Le più importanti minoranze linguistiche sono quelle parlanti l'urdu (9%), il telugu (8%), il marathi (4,5%), il tamil (3,6%). Seguono il kodava, il takk, il konkani e il tulu che usano l'alfabeto kannada, sebbene il tulu abbia anche un proprio alfabeto.

## Geografia antropica

### Suddivisioni amministrative
Il Karnataka è diviso in 27 distretti, raggruppati in quattro divisioni amministrative. I distretti, con la popolazione risultante al censimento del 2001 e l'incremento di popolazione registrato nel decennio 1991-2001, risultano essere:
- Divisione di Bangalore

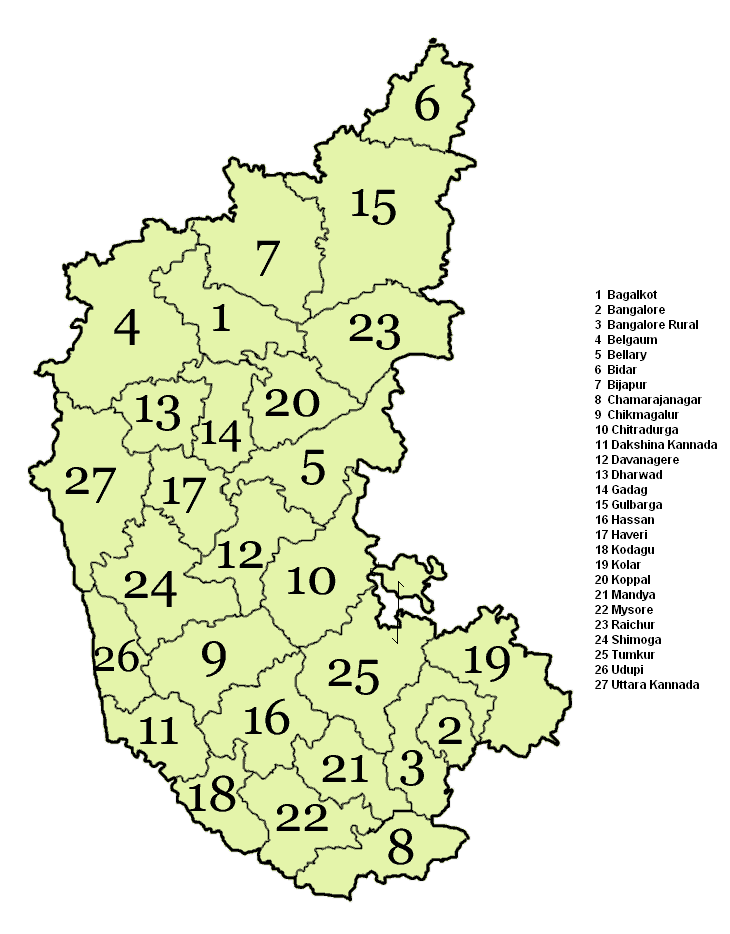
Mappa dei distretti del Karnataka.

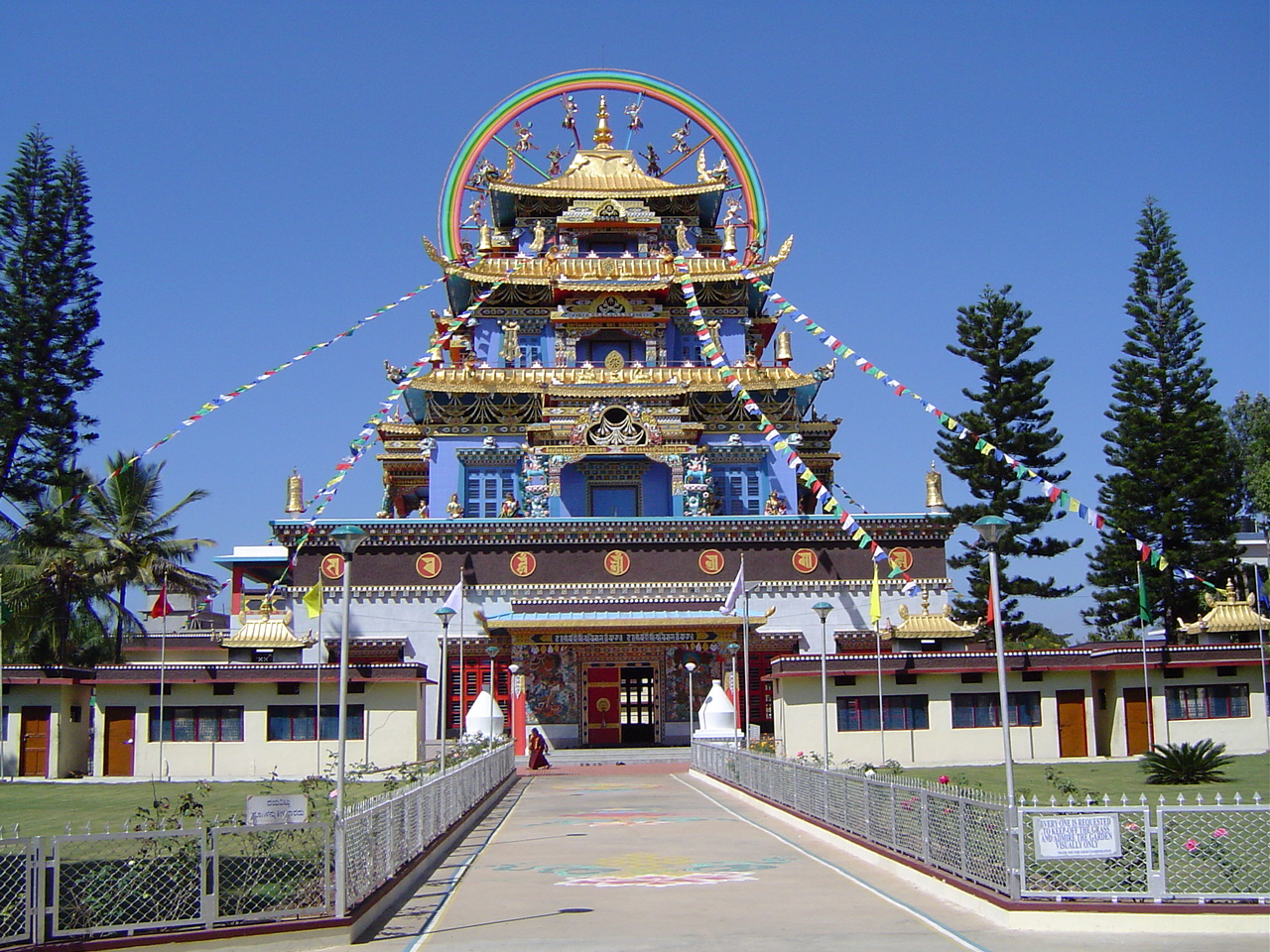
Il tempio buddista di Bylakuppe situato nel distretto di Mysore.

  - Bangalore (dist. urbano) (6.537.124, 34.80%)
  - Bangalore (dist. rurale) (1.881.514, 12.21%)
  - Chitradurga (1.517.896, 15.05%)
  - Davanagere (1.790.952, 14.78%)
  - Kolar (2.536.069, 13.83%)
  - Shimoga (1.642.545, 12.90%)
  - Tumkur (2.584.711, 11.87%)
- Divisione di Belgaum
  - Bagalkot (1.651.892, 18.84%)
  - Belgaum (4.214.505, 17.40%)
  - Bijapur (1.806.918, 17.63%)
  - Dharwad (1.604.253, 16.65%)
  - Gadag (971.835, 13.14%)
  - Haveri (1.439.116, 13.29%)
  - Kannada Settentrionale (1.353.644, 10.90%)
- Divisione di Gulbarga
  - Bellary (2.027.140, 22.30%)
  - Bidar (1.502.373, 19.56%)
  - Gulbarga (3.130.922, 21.02%)
  - Koppal (1.196.089, 24.57%)
  - Raichur (1.669.762, 21.93%)
  - Yadgir (n. d.)
- Divisione di Mysore
  - Chamarajanagar (965.462, 9.16%)
  - Chickmagalur (1.140.905, 11.98%)
  - Kannada Meridionale (1.897.730, 14.51%)
  - Hassan (1.721.669, 9.66%)
  - Kodagu (548.561, 11.64%)
  - Mandya (1.763.705, 7.14%)
  - Mysore (2.641.027, 15.04%)
  - Udupi (1.112.243, 6.88%)